# Staro Konyarevo

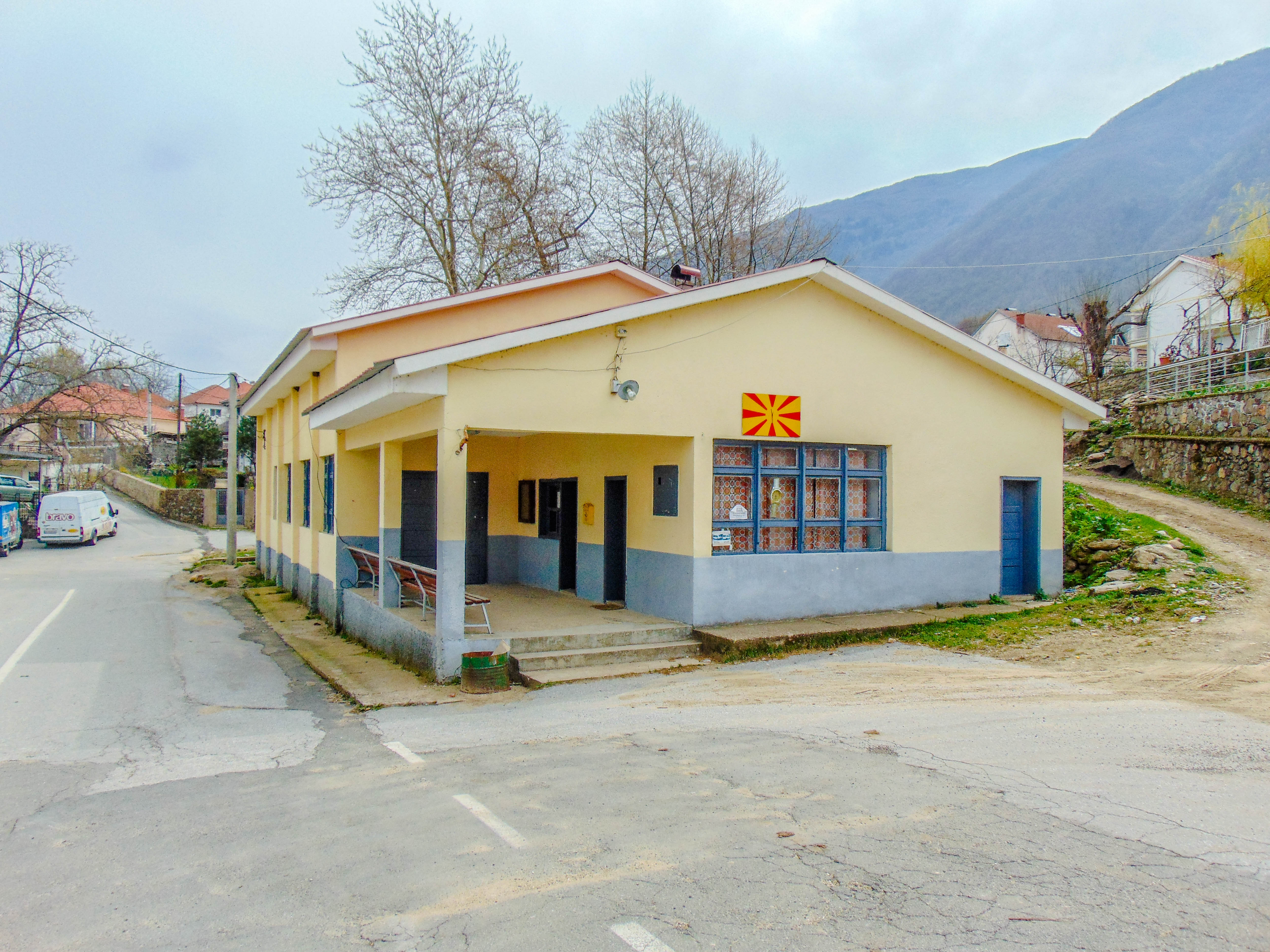
Village de Staro Konyarevo

Staro Konyarevo (en macédonien Старо Коњарево) est un village du sud-est de la Macédoine du Nord, situé dans la municipalité de Novo Selo. Le village comptait 611 habitants en 2002.

## Démographie
Lors du recensement de 2002, le village comptait :
- Macédoniens : 611